# Turkish Stream
TurkStream ou Turkish Stream est un gazoduc allant de la Russie à la Turquie à travers la mer Noire. Le gazoduc est prévu pour faire transiter 31,5 milliards de mètres cubes de gaz vers l’Europe. Il a été annoncé par le président russe Vladimir Poutine le 1er décembre 2014 durant une visite en Turquie. 
Il remplace avec sa prolongation par le Tesla Pipeline, le projet annulé du South Stream qui entrait en concurrence avec le projet Nabucco. Ces deux derniers projets, moins ambitieux, disposant de moins de moyens et de rivalités inter-étatiques, n’avaient pas pu faire le poids face au projet mené par la Russie et Gazprom.
TurkStream a été mis en service le 8 janvier 2020.

## Histoire
En 2007, le projet South Stream a été signé à Rome, entre les différents pays. 
Fin 2014, le point d'arrivée en Turquie n'avait pas encore été négocié, Gazprom annonçant que les travaux commenceraient immédiatement quand il aura été déterminé. Deux navires poseurs de canalisations furent stationnés en mer Noire à cet effet. Fin janvier 2015, il est annoncé que le gazoduc arrivera en Turquie d'Europe et que le premier gaz à être livré en Turquie se fera en décembre 2016.
Le 8 avril 2015, à l'occasion d'un entretien entre le président russe et  le premier ministre grec, Alexis Tsipras, il a été évoqué une coopération entre les deux pays sur les secteurs des investissements et des énergies au travers notamment un tracé qui passerait par la Grèce. 
Le projet a été gelé le 26 novembre 2015 à la suite de la destruction d'un chasseur russe par l'aviation turque qui avait fortement détérioré les relations entre la Russie et la Turquie, mais à la suite des améliorations des relations bilatérales russo-turques, le projet reprend à partir d'août 2016[réf. souhaitée]. 
En août 2016, Vladimir Poutine et Recep Tayyip Erdogan annoncent leur volonté de réaliser TurkStream le plus vite possible mais en réalisant seulement un des quatre tubes prévus à l'origine.
L'accord de réalisation du projet TurkStream est signé à Istanbul, le 10 octobre 2016, par les présidents russe et turc Vladimir Poutine et Recep Tayyip Erdoğan.
En juin 2017, la construction du projet Turkish Stream est lancée, en présence de Vladimir Poutine et prévoit deux tubes de capacité identique, l'un pour les consommateurs turcs, et l'autre pour l'Europe du Sud..
En décembre 2017, la Serbie, la Grèce, et la Bulgarie s'accordent sur la construction du Tesla Pipeline sur leur territoire, en direction de l'Autriche et de la Hongrie. Le 1er janvier 2021 est mis en service le Serbian stream.
La partie immergée de ce gazoduc (tube n°1), longue de 930 kilomètres sous la mer Noire, est achevée le 20 novembre 2019. Elle relie le port russe d'Anapa au village turc côtier de Kiyiköy, non loin d'Istanbul. La partie terrestre du tube, un tronçon de 65 kilomètres entre Kiyiköy et Lüleburgaz, non loin de la frontière turco-bulgare, est terminé en 2019.

## Description

Tracé du Tesla Pipeline et du Turkish Stream avec les pays fournisseurs et clients.

Le pipeline débute à la station de compression de Russkaya près d'Anapa. La capacité du pipeline est de 31,5 milliards de mètres cubes par an de gaz naturel dont le marché turc absorbera environ 14 milliards, le reste du gaz étant exporté en Europe. La Turquie doit devenir un lieu de transit afin de contourner les sanctions imposées par l'Union européenne à la Russie. À sa sortie de Turquie, il devient le Tesla Pipeline lors de sa traversée des Balkans. À terme, la Russie souhaiterait que le gazoduc arrive jusqu’au pôle d'échanges autrichien de Baumgarten. Une plaque tournante gazière à la frontière turco-grecque est discuté. 
Le tronçon du Tesla Pipeline en Serbie d'une longueur de 400 km est inauguré le 1er janvier 2021.
Il complétera l'offre apportée par le gazoduc Blue Stream en 2005. Il pourrait être complémentaire ou concurrent du projet de Gazoduc transadriatique.